# US 크레테유
US 크레테유-뤼지타노스(프랑스어: US Créteil-Lusitanos)는 프랑스 일드프랑스 지역 크레테유를 연고로 하는 축구 클럽이다. 현재는 샹피오나 나시오날에 참가하고 있다. 클럽 최다출장 기록은 보리스 모한으로 크레테유
소속으로 총 244경기를 출장했다.

## 성적
- 샹피오나 나시오날
  - 우승 (1): 2013
- 디비지옹 4 (CFA 2)
  - 우승 (1): 1987, 2019
- 디비지옹 도뇌르 일드프랑스
  - 우승 (2): 1962, 1986
- 쿠프 드 파리 - 일드프랑스
  - 우승 (1) 1998

## 선수 명단

### 현역
참고: FIFA 자격 규정에 따라 소속된 국가대표팀 국기를 표시합니다. 선수는 복수의 FIFA 비회원국 국적을 가지고 있을 수 있습니다.
| 번호 | 포지션 | 국적   | 이름          |
| ---- | ------ | ------ | ------------- |
| 15   | MF     | 세네갈 | 이브라히마 섹 |

| 번호 | 포지션 | 국적     | 이름            |
| ---- | ------ | -------- | --------------- |
| 21   | MF     | 말리     | 이스마엘 케이타 |
| 24   | FW     | 과들루프 | 아이메릭 키시   |
| 30   | GK     | 세네갈   | 마가트 은디아예 |

## 역대 감독
| 감독            | 임기        |
| --------------- | ----------- |
| 필리프 트루시에 | 1989        |
| 알베르 뤼스     | 2006        |
| 아르투르 조르즈 | 2006 ~ 2007 |